# 1981 en musique classique
| \| • Retour à la chronologie générale de la musique classique • \| |
| Grèce • Rome • Haut Moyen Âge • VIIIe siècle • IXe siècle • Xe siècle • XIe siècle XIIe siècle • XIIIe siècle • XIVe siècle • XVe siècle • XVIe siècle • XVIIe siècle XVIIIe siècle • XIXe siècle • XXe siècle • XXIe siècle |
| • Retour à la chronologie générale de la musique classique • |

| Années en musique classique : 1978 - 1979 - 1980 - 1981 - 1982 - 1983 - 1984    |
| Décennies en musique classique : 1950 - 1960 - 1970 - 1980 - 1990 - 2000 - 2010 |

## Événements

### Créations
- 11 janvier : Messages de feu Demoiselle R.V. Troussova, cantate de chambre de György Kurtág, créée par Sylvain Cambreling dirigeant l'Ensemble intercontemporain au Palais de Tokyo à Paris.
- 10 février : Study for Life de Kaija Saariaho, créé à Helsinki.
- 18 octobre : Répons  de Pierre Boulez, créé au festival de Donaueschingen.
- 5 novembre : la Symphonie no 3  d' Alfred Schnittke, créée par l'Orchestre du Gewandhaus de Leipzig dirigé par Kurt Masur.

#### Date indéterminée
- Glassworks composé par Philip Glass.

### Autres
- 1er janvier : concert du nouvel an de l'orchestre philharmonique de Vienne au Musikverein, dirigé par Lorin Maazel.

#### Date indéterminée
- Création du Concours international de piano José Iturbi à Valence (Espagne).
- Fondation de l'ensemble Capella Savaria à Szombathely (Hongrie).
- Fondation du Quatuor Auryn.

## Prix
- Yves Henry remporte le 1er grand Prix du Concours international Robert Schumann à Zwickau.
- Elliott Carter reçoit le Prix Ernst von Siemens.
- Mstislav Rostropovitch reçoit le Léonie Sonning Music Award.

## Naissances

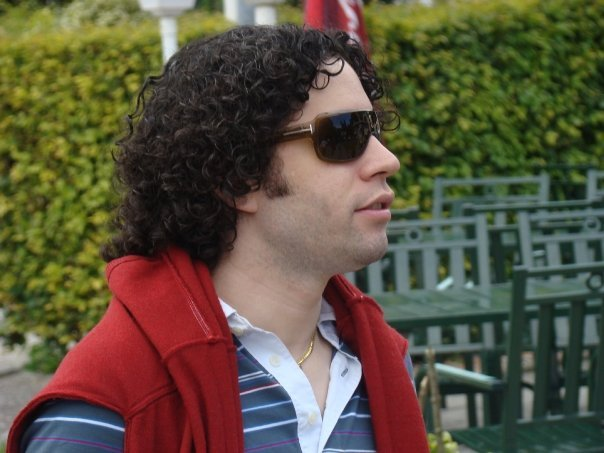
Gustavo Dudamel

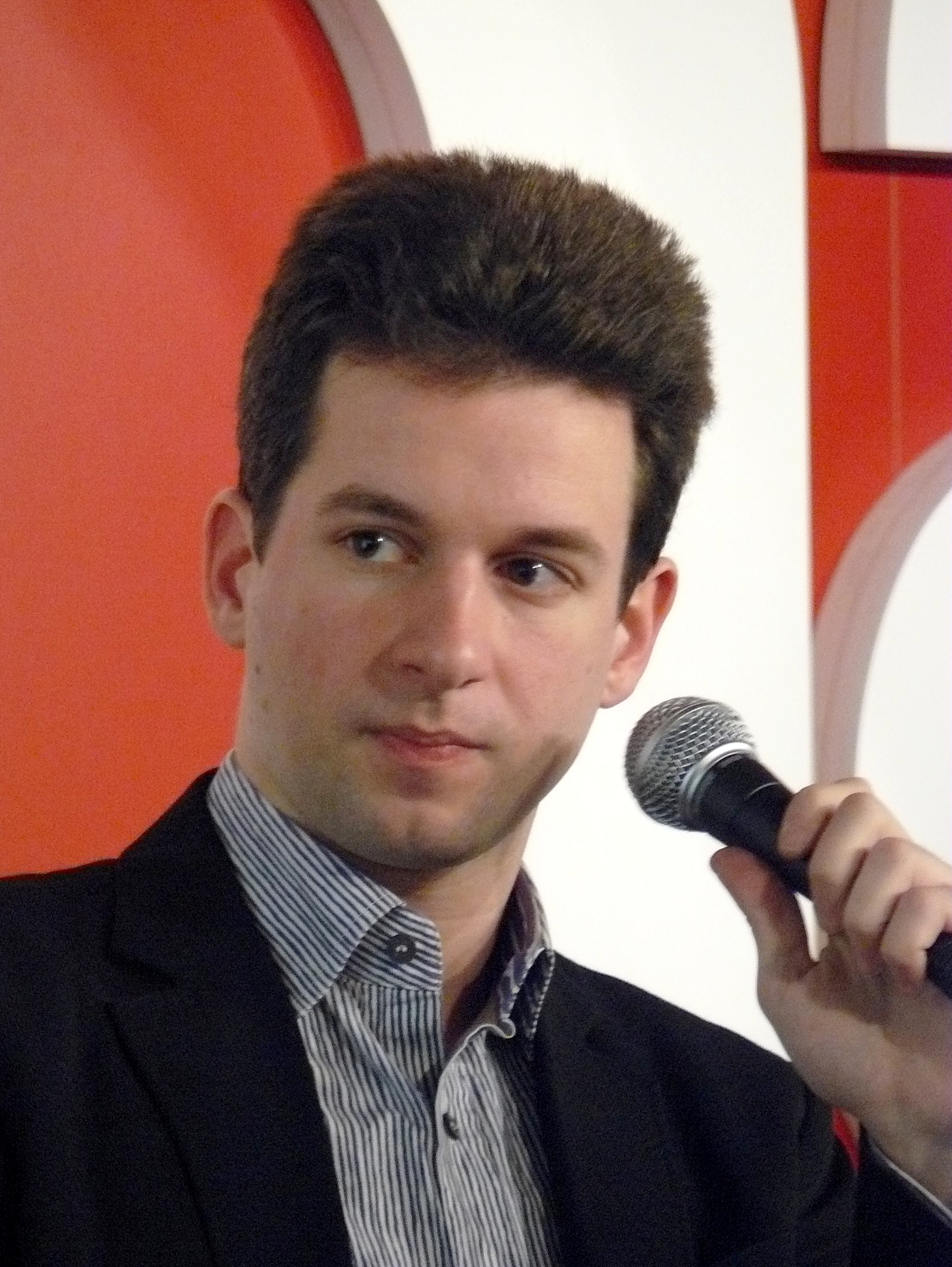
Bertrand Chamayou

- 23 janvier : Mihkel Kerem, compositeur et violoniste estonien.
- 26 janvier : Gustavo Dudamel, chef d'orchestre vénézuélien.
- 17 février : Jonathan Gilad, pianiste franco-israélien.
- 17 mars : Baiba Skride, violoniste lettone.
- 23 mars : Bertrand Chamayou, pianiste français.
- 3 avril : Marzena Diakun, chef d'orchestre polonaise.
- 22 avril : David Serero, chanteur d'opéra et acteur français.
- 24 avril : Christophe Bertrand, compositeur français († 17 septembre 2010).
- 4 mai : Franco Fagioli, contreténor argentin.
- 7 mai : Maria Radner, contralto allemande  († 24 mars 2015 (à 34 ans)).
- 8 mai : Helene Kenyeri, hautboïste autrichienne.
- 12 mai : Asmik Grigorian, soprano lyrique soliste léger Arméniene-Lituanienne.
- 21 mai : Rachel Kolly d'Alba, violoniste suisse soliste.
- 24 mai : David Fray, pianiste de musique classique français.
- 11 juillet : Alexandra Fol, compositrice et organiste bulgare.
- 15 juillet : Daniel Wnukowski, pianiste canadien d'origine polonaise.
- 21 juillet : Jakub Hrůša, chef d'orchestre tchèque.
- 24 août : Ian Cusson compositeur canadien.
- 26 août : Nico Muhly, compositeur américain de musique post-minimaliste.
- 3 septembre : Gautier Capuçon, violoncelliste français.
- 16 septembre : Francesco Tristano, pianiste et compositeur luxembourgeois.
- 6 octobre : Alin Gherman, compositeur belgo-roumain.
- 25 octobre : Denis Bouriakov, flûtiste russe et première flûte du New York Metropolitan Opera.
- 28 octobre : Omer Meir Wellber, chef d'orchestre et compositeur israélien.
- 8 novembre : Orion Weiss, pianiste américain.
- 14 novembre : Arabella Steinbacher, violoniste allemande.
- 2 décembre : Jean Dubé, pianiste français.
- 25 décembre : Sonya Yoncheva, soprano bulgare.

### Date indéterminée
- Irina Danšina, claveciniste franco-russe.
- Sol Gabetta, violoncelliste suisse.
- David Hansen, contre-ténor australien.
- Patrick Lange, chef d'orchestre allemand.
- Óscar Navarro González, compositeur, professeur de musique, chef d'orchestre et clarinettiste espagnol.
- Sarah Nemtanu, violoniste franco-roumaine.
- Santeri Siimes, compositeur et organiste finlandais.

## Décès

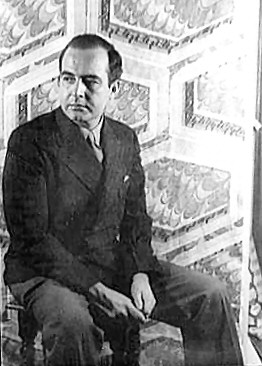
Samuel Barber

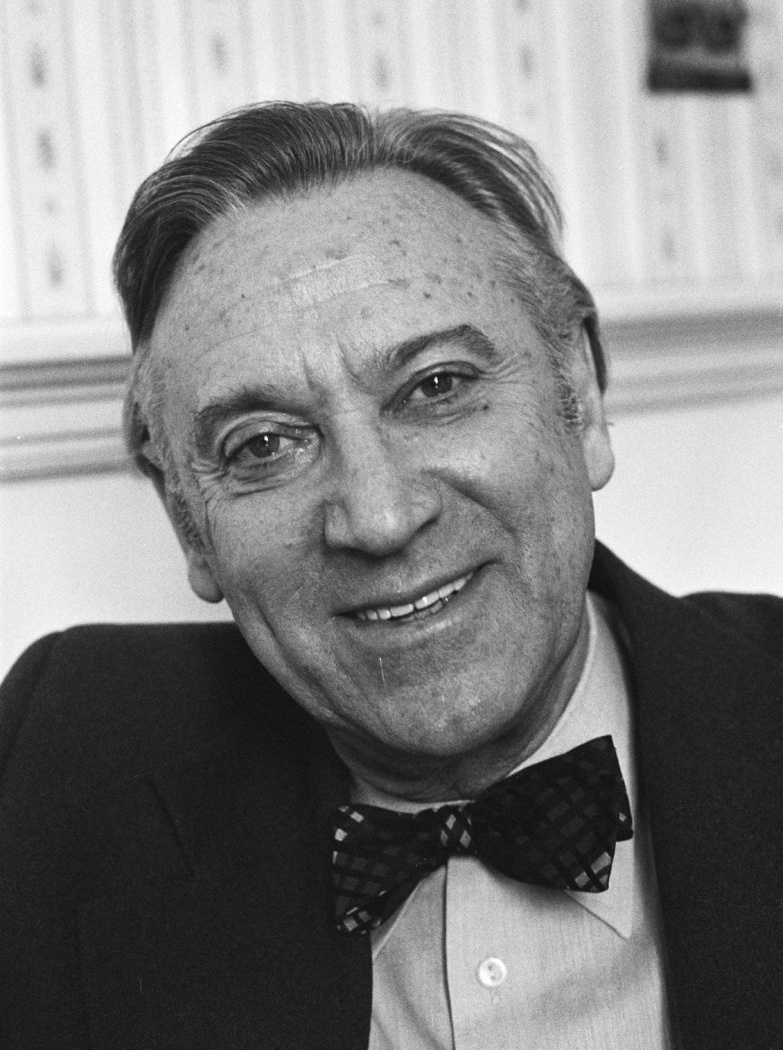
Kirill Kondrachine

- 1er janvier : Hephzibah Menuhin, pianiste et écrivain américano-australienne (° 20 mai 1920).
- 22 janvier : Franco Abbiati, musicologue italien (° 14 septembre 1898).
- 23 janvier : Samuel Barber, compositeur américain (° 9 mars 1910).
- 1er février :
  - Ernst Pepping, compositeur allemand (° 12 septembre 1901).
  - Geirr Tveitt, compositeur et pianiste norvégien (° 19 octobre 1908).
- 15 février : Karl Richter, claveciniste et organiste allemand (° 15 octobre 1926).
- 26 février : Howard Hanson, compositeur, chef d'orchestre, théoricien et pédagogue américain (° 28 octobre 1896).
- 7 mars : Kirill Kondrachine, chef d'orchestre russe (° 6 mars 1914).
- 10 mars : Bill Hopkins, compositeur, pianiste et critique musical britannique (° 5 juin 1943).
- 25 mars : Felix de Nobel, pianiste et chef d'orchestre néerlandais (° 27 mai 1907).
- 28 mars : Mikhaïl Nossyrev, compositeur russe (° 28 mai 1924).
- 8 avril : Karl Friedrich, chanteur lyrique autrichien (° 15 janvier 1905).
- 12 avril : Hendrik Andriessen, compositeur néerlandais (° 17 septembre 1892).
- 14 avril : Ivan Galamian, pédagogue et violoniste américain (° 23 janvier 1903).
- 19 avril : Ernst Levy, compositeur, pianiste, musicologue et chef d'orchestre suisse (° 18 novembre 1895).
- 29 avril : Richard Burgin, violoniste américain d'origine polonaise (° 11 octobre 1892).
- 15 mai : Walther Ludwig, ténor allemand (° 17 mars 1902).
- 25 mai : Rosa Ponselle, soprano américaine (° 22 janvier 1897).
- 24 juin : 
  - Yona Ettlinger,   clarinettiste d'Israël (° 28 mai 1924).
- 28 juin : Peter Kreuder, compositeur, pianiste et chef d'orchestre autrichien (° 18 août 1905).
- 29 juillet : Enzo Mascherini, baryton italien (° 6 août 1910).
- 1 août : Roslyn Brogue, pianiste, violoniste, professeur de musique, poète, auteur et compositrice américaine († 16 février 1919).
- 14 août : Karl Böhm, chef d'orchestre autrichien (° 28 août 1894).
- 18 août : Robert Russell Bennett, compositeur, orchestrateur, arrangeur musical et chef d'orchestre américain (° 15 juin 1894).
- 2 septembre : Tadeusz Baird, compositeur polonais (° 26 juillet 1928).
- 14 septembre : Yasuji Kiyose, compositeur japonais (° 13 janvier 1900).
- 21 septembre : Tony Aubin, compositeur et chef d'orchestre français (° 8 décembre 1907).
- 3 octobre : Fred Goldbeck, musicologue et chef d'orchestre français (° 13 février 1902).
- 13 octobre : Marius Casadesus, compositeur et violoniste français (° 24 octobre 1892).
- 19 octobre : Louis Musy, baryton d'opéra français et directeur artistique (° 22 octobre 1902).
- 24 octobre : Bernard Gavoty, organiste et critique musical français (° 2 avril 1908).
- 27 octobre : Nico Dostal, compositeur autrichien (° 27 novembre 1885).
- 30 octobre : Aline van Barentzen, pianiste franco-américaine (° 7 juillet 1897).
- 23 novembre : Rudolf Jettel, clarinettiste et compositeur autrichien (° 21 mars 1903).
- 24 décembre : René Barbier, compositeur belge (° 12 juillet 1890).

### Date indéterminée
- Gabriël Verschraegen, organiste et compositeur belge (° 1919).